# Rohnbach (Leitzach)
Der Rohnbach ist ein ganzjähriges Fließgewässer im Mangfallgebirge.
Er entsteht aus zahlreichen Gräben an den Nordhängen des Rohnbergs, von denen einer auch den Rackensee durchfließt. Diese Hanggräben führen zu einem Taleinschnitt in weitgehend östlicher Richtung, der den Rohnberg vom nördlich vorgelagerten Bemberg trennt. In diesem fließt der Rohnbach, bis er bei Wörnsmühl in die Leitzach mündet.
Erstmals schriftlich erwähnt wurde der Bach um 1456 als Ranpach. Der Name ist eine Verkürzung von Rohn(berg)bach bzw. ursprünglich Ram(berg)bach. Das mittelhochdeutsche Wort ram bezeichnete einen „Widder“.